# Ngô Quyền, Vĩnh Yên
Ngô Quyền là một phường thuộc thành phố Vĩnh Yên, tỉnh Vĩnh Phúc, Việt Nam.
Phường có diện tích 0,62 km², dân số năm 1999 là 5749 người, mật độ dân số đạt 9273 người/km².